# A107公路 (俄羅斯)

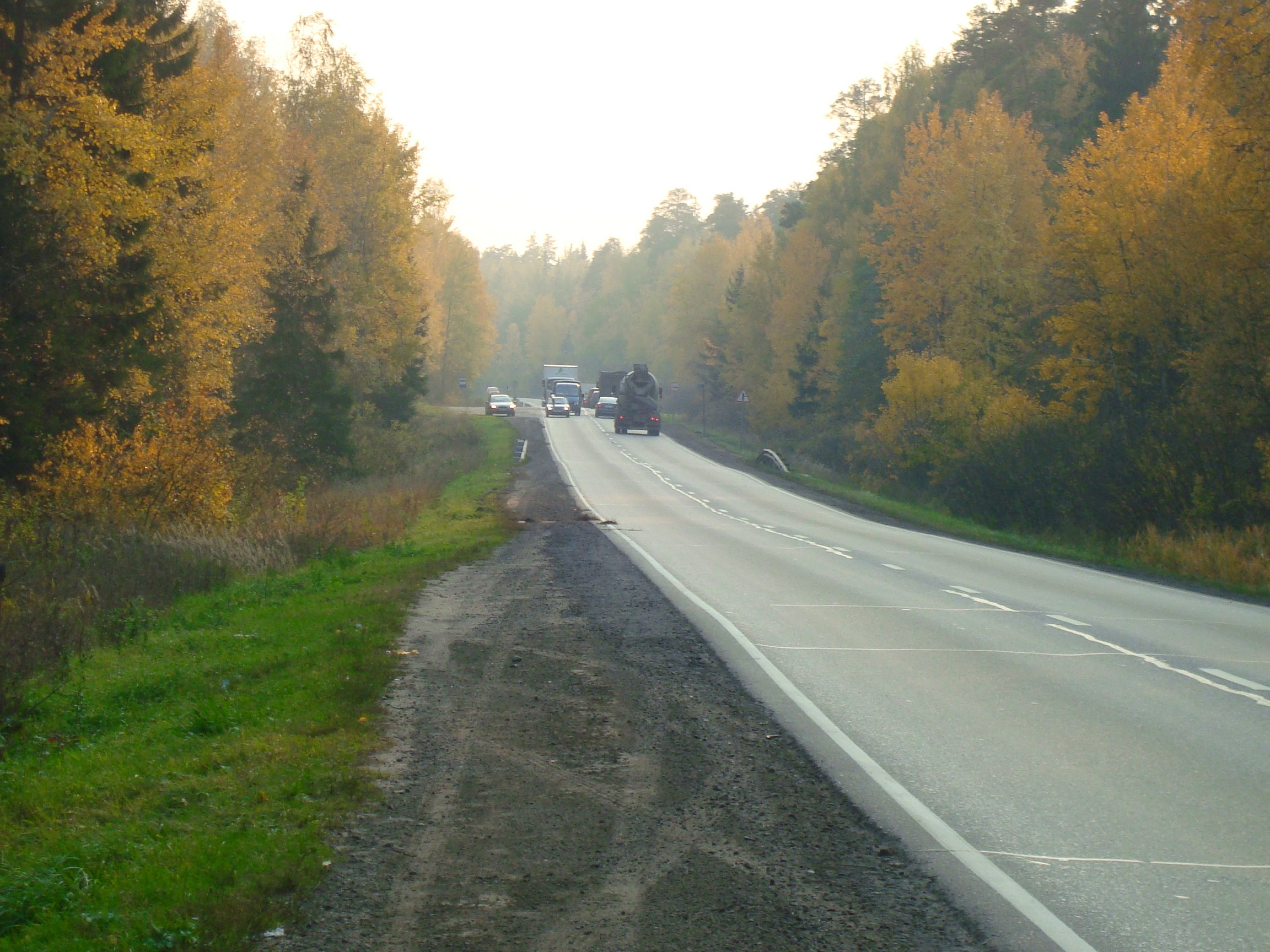
2011年秋景

A107公路（俄語：Региональная автомоби́льная доро́га А107），又稱莫斯科小環路（Московское малое кольцо，簡稱），是圍繞俄羅斯首都莫斯科市中心而行的一條公路，全長335公里。
途中經過諾金斯克、埃列克特羅斯塔爾、布龍尼齊、克利莫夫斯克、戈利齊諾、茲韋尼哥羅德、澤列諾格拉茨基、切爾諾戈洛夫卡等城鎮。公路距離莫斯科環城公路約30公里，部份路段與德米特羅夫公路共線。
此路在蘇聯時代因國防性質，屬國家機密，直到1990年才標示於地圖上。